# 小行星12218
小行星12218（12218 Fleischer）是一颗绕太阳运转的小行星，为主小行星带小行星。该小行星于1982年9月15日发现。

## 轨道参数
小行星12218的轨道半长轴为2.2119217 UA，离心率为0.141。